# عبدالمحمد زاهدی
عبدالمحمد زاهدی (زاده ۲۰ بهمن ۱۳۲۸) سیاست‌مدار اصلاح طلب اهل ایران است که در دولت دوازدهم سمت استانداری قزوین را برعهده داشته است
وی عضو بنیاد باران سید محمد خاتمی می‌باشد.
او همچنین رئیس ستاد انتخاباتی اکبر هاشمی رفسنجانی نامزد انتخابات ریاست‌جمهوری ایران (۱۳۹۲) در استان مرکزی بود.

## تحصیلات
- کارشناسی، علوم سیاسی، دانشگاه علامه طباطبایی
- کارشناسی ارشد، مدیریت دولتی، مرکز آموزش مدیریت دولتی

## سوابق شغلی
زاهدی از سال ۱۳۶۰ به عنوان کارشناس وارد وزارت کشور شده و ۳ سال در آن پست خدمت کرده است.
وی ۲ سال مسئول امور استان‌های وزارت کشور، ۴ سال و ۶ ماه معاونت سیاسی استانداری سیستان و بلوچستان و نزدیک به ۷ سال معاونت سیاسی استانداری کرمانشاه را بر عهده داشته است.
همچنین در کارنامه کاری خود، سابقه ۱۴ سال استانداری استان‌های ایلام، چهارمحال و بختیاری، مرکزی، کردستان و قزوین را نیز دارد.
وی مسئول اداره دوم سیاسی و کارشناس سیاسی وزارت کشور و همچنین معاون پشتیبانی شرکت خدمات و پشتیبانی اقتصاد نوین وابسته به بانک اقتصاد نوین را در کارنامه شغلی خود دارد.
آخرین سمت اجرایی که زاهدی قبل از استانداری کردستان در دولت یازدهم عهده‌دار آن بوده استانداری استان مرکزی در سال ۱۳۸۴ و پیش از روی کار آمدن دولت نهم بوده است. وی درتاریخ ۶ شهریور ماه ۱۳۹۸ از استانداری قزوین بازنشسته شد و هدایت‌الله جمالی‌پور جانشین او شد.